# Cryssis
Cryssis ist eine Musikgruppe, die 2009 gegründet wurde. Die Band spielt melodischen Punkrock mit dominantem Gitarrensound und englischen Texten.

## Geschichte
Mit Cryssis bildeten Schlagzeuger Vom Ritchie und Gitarrist Dick York, die sich seit dem Jahr 1981 aus Essex kennen, im Jahr 2009 eine neue Formation. Mit in die Band aufgenommen wurden der Gitarrist und Bassist Trip Tom von KIM? und der Gitarrist Thomas Schneider, der zudem in den Bands Fehlfarben, Beatlesons und den The Spittin’ Vicars spielt. Seit 2018 spielt Laura Knapp die Violine in der Band.
Sie verarbeiteten gemeinsam bisher unveröffentlichte Musiktitel aus den frühen 1980er Jahren, die in Zusammenarbeit von York und Ritchie entstanden waren, zudem entstanden neue Songs. Zunächst erschien im Jahr 2009 die Single School Days auf Vom Ritchies Plattenlabel Drumming Monkey Records. Es folgte im Jahr 2011 das Debütalbum Simple Men. Obwohl fast alle Bandmitglieder zusätzlich in anderen Bands engagiert sind, Vom Ritchie ist hauptberuflich Schlagzeuger bei Die Toten Hosen, ging Cryssis im Januar und Februar 2012 auf Klubtour durch Deutschland und spielte gelegentlich als Vorband von Die Ärzte, unter anderen in der Hanns-Martin-Schleyer-Halle vor 16.000 Menschen, den Donots oder Wölli & die Band des Jahres. Trip Tom fiel zeitweise wegen einer Verletzung aus, für ihn sprang kurzfristig Martin „Mücke“ Krüssel, Gitarrist der Band EL*KE ein.
Cryssis veröffentlichte ihr zweites Studioalbum mit dem Titel Kursaal Nights am 8. Februar 2013. Das dritte Studioalbum 1976 wurde im Januar 2018 veröffentlicht. Die Band gibt seit dem Jahr 2009 immer wieder spontane Klubkonzerte in Deutschland und Luxemburg.

## Diskografie
- 2009: School Days (Single)
- 2011: Simple Men (Album)
- 2013: Kursaal Nights (Album)
- 2014: Fighting in Brighton (Single)
- 2018: 1976 (Album)
- 2019: Argentina (Single)
- 2022: All My Friends (Single)